# Červený vrch (Děčínská vrchovina)
Červený vrch (německy Rothberg) je 314 metrů vysoký vrchol, který se nachází na levém břehu Labe na území Přípeře, XVI. části statutárního města Děčína v Ústeckém kraji.

## Geografie
Červený vrch je jedním ze tří vrcholů zalesněného hřbetu, který je součástí geomorfologického celku Děčínská vrchovina. Kromě Červeného vrchu, jehož název se užívá i k pojmenování celého útvaru a který je z trojice nejjižněji položen, se ve hřbetu mezi děčínskými městskými částmi Červený Vrch, Škrabky, Jalůvčí a Přípeř nacházejí ještě vrcholy Hřeben (německy Kamm, 316 m n. m.) na severozápadě a Špičák (německy Spitzberg, 315 m n. m.) na východě nad čtvrtí Přípeř. Právě pojmenování celého hřbetu Červený vrch vedlo při poválečné triangulaci k nesprávnému přesunutí tohoto názvu v katastrálních mapách na měřičský triangulační bod, který se ale nachází na vrcholu Špičák.[zdroj?]
Název Červený vrch vznikl podle červeného na železo bohatého pískovce, ze kterého je složen. Nacházejí se zde pozůstatky staveb neznámého původu. Ze skalní plošiny na západním okraji je nádherný výhled na celý masiv Pastýřské stěny, Děčínskou kotlinu a panorama od Pustého vrchu po Děčínský Sněžník. Na jihovýchodě se Červený vrch svažuje k Tyršovu mostu skalním útvarem zvaným Červená skála, jímž je proražen tunel na trati Děčín–Dresden. Na tuto skálu navazuje v korytě Labe tzv. „Hladový kámen“.

## Přístup
Přístup na vrchol je pouze pro pěší nebo na terénním kole. Je buď nenáročný po málo znatelné hřebenové pěšince od východu nebo obtížnější volným terénem ze severní strany.

## Galerie

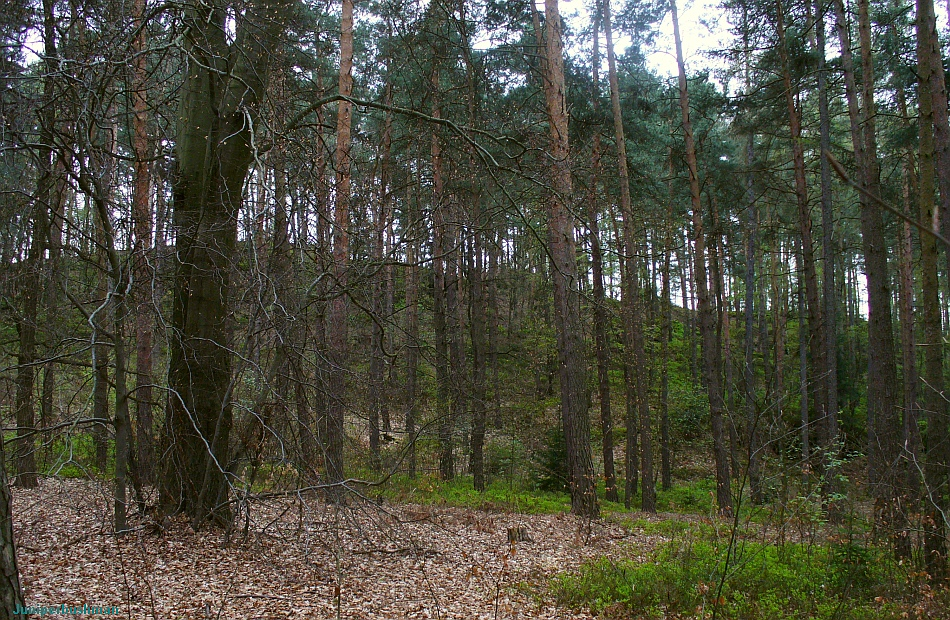
Pohled na vrchol ze severní strany.
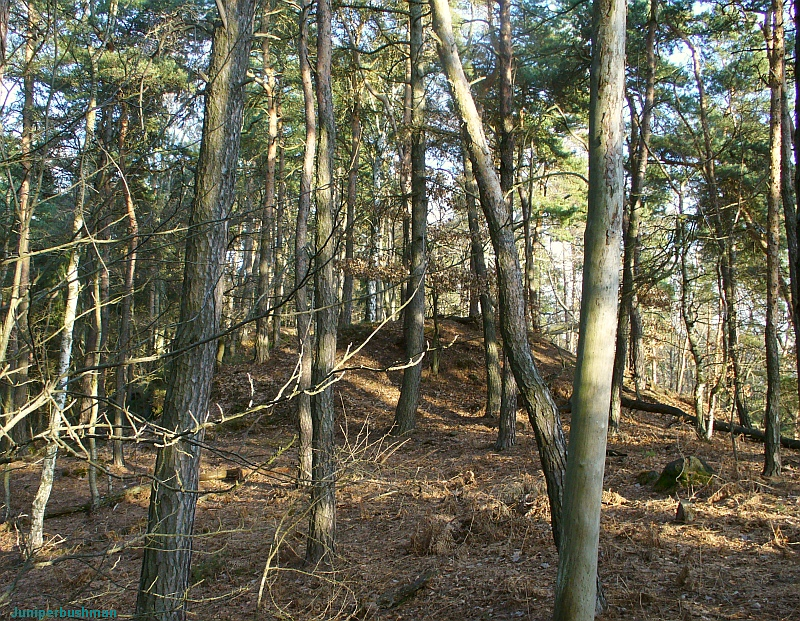
Vrchol Červeného vrchu je vytvořen dvěma kupovitými útvary budícími dojem umělého původu.
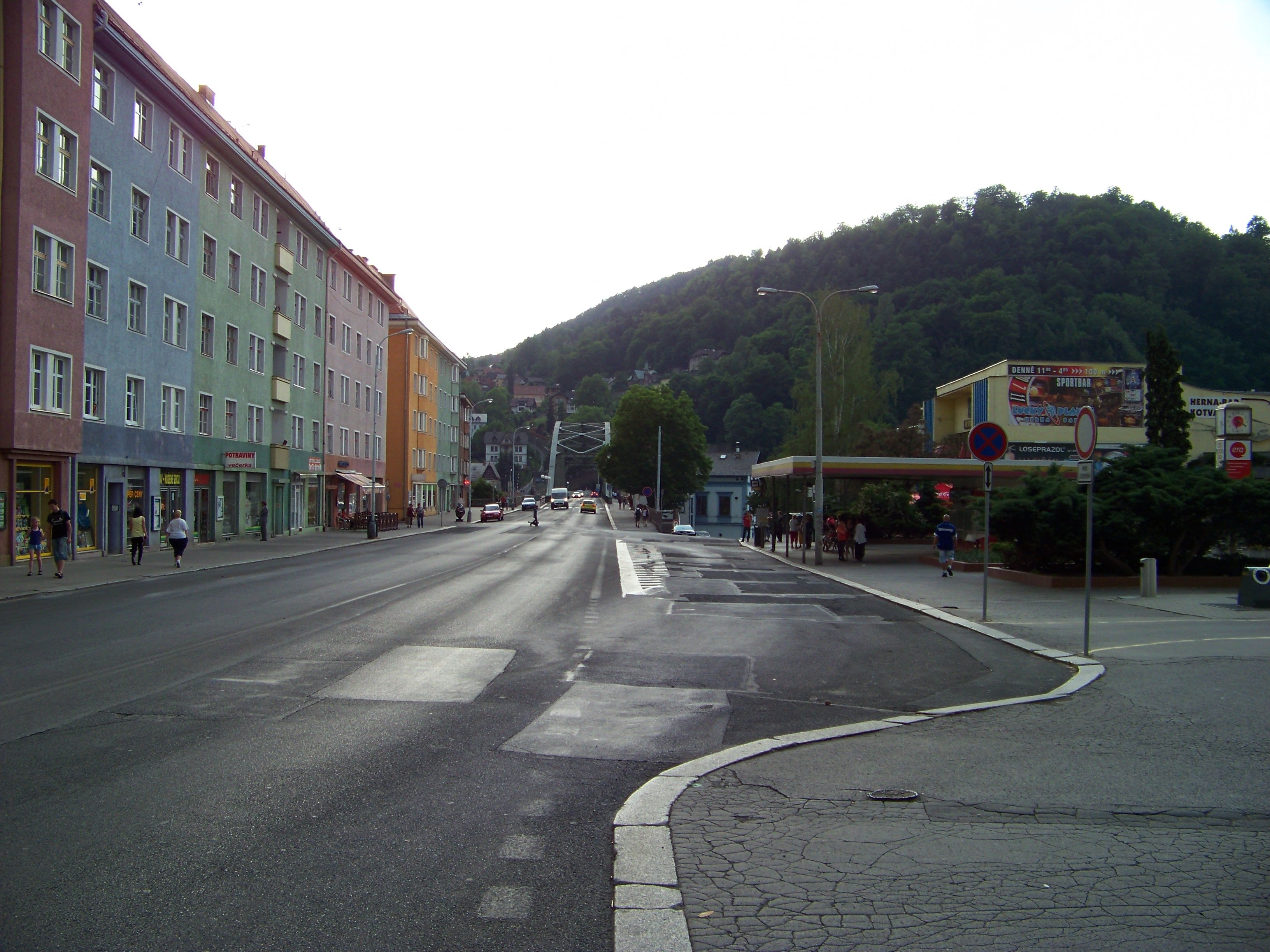
Při pohledu z Tyršovy ulice splývají zalesněné vrcholy Červeného vrchu a Špičáku do jednoho hřbetu.
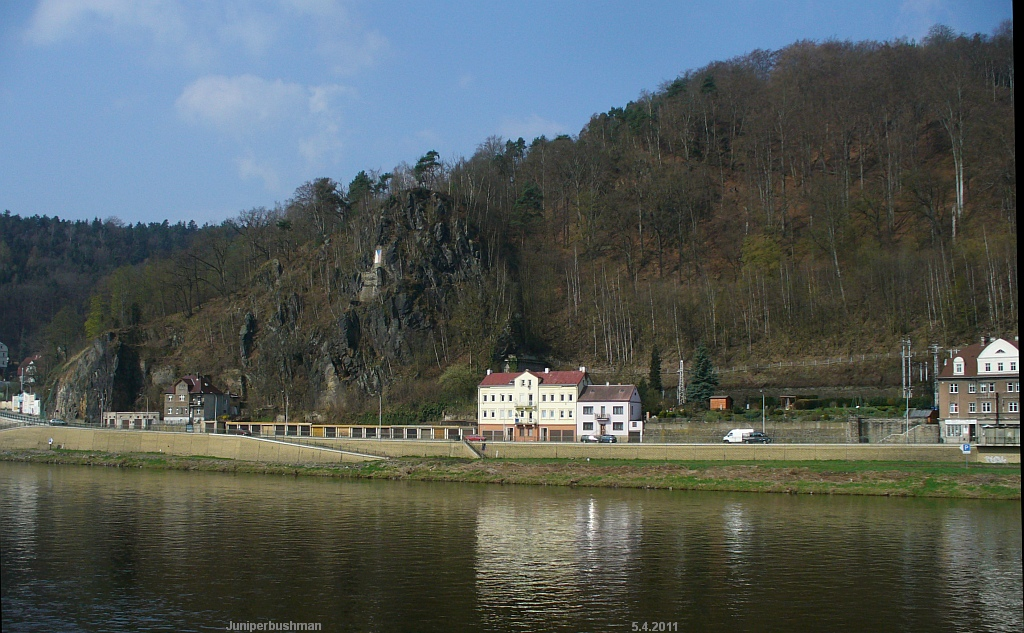
Červená skála.
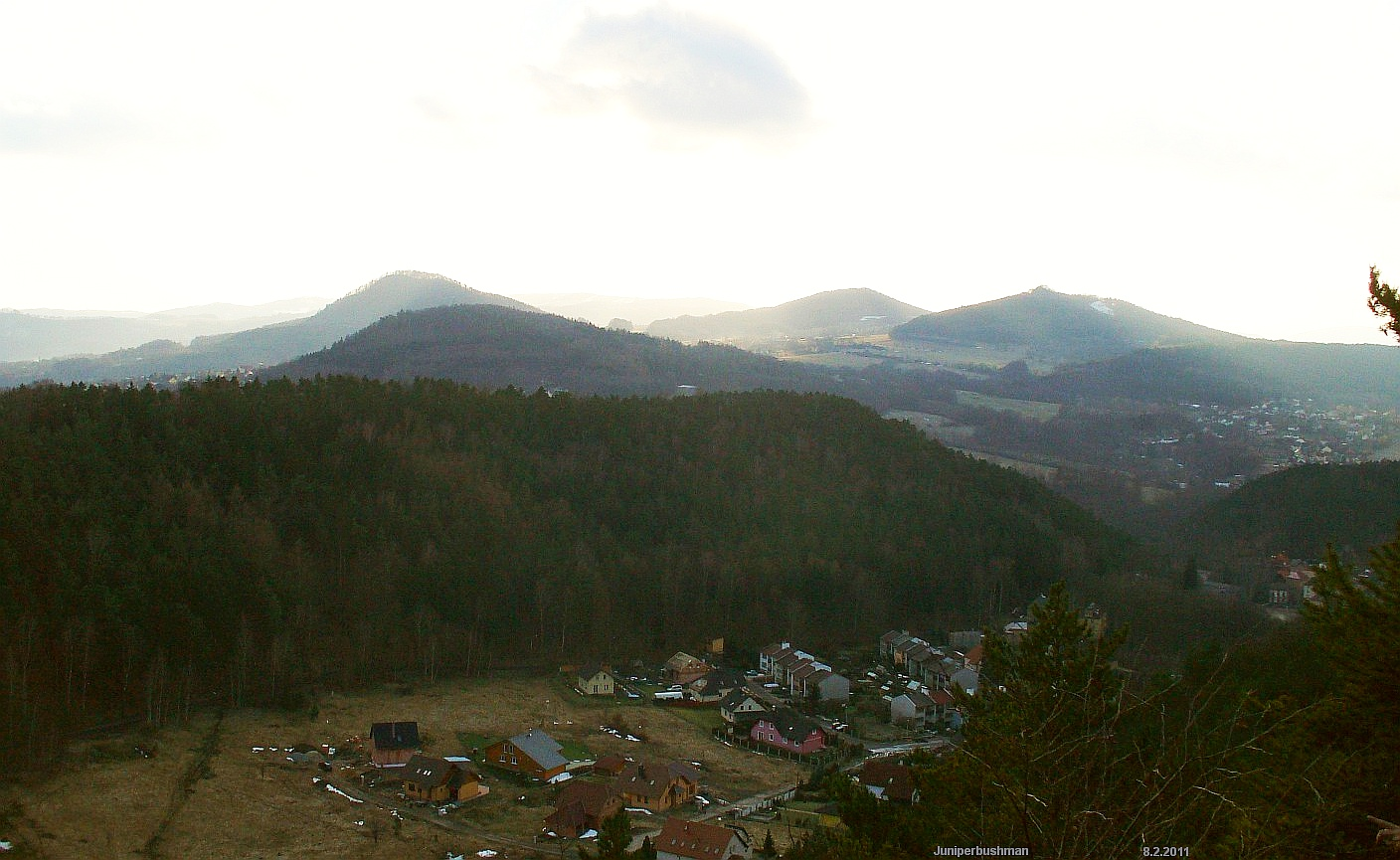
Výhled ze skalní plošiny na Červeném vrchu na Popovický vrch, Chmelník, Lotarův vrch, Klobouk,.....